# Callopistes
Callopistes ist eine artenarme Gattung der Schienenechsen (Teiidae), die im westlichen Südamerika, an der Küste und dem westlichen Andenvorland von Loja in Ecuador über Peru bis nach Zentralchile vorkommt.

## Merkmale
Callopistes-Arten sind mittelgroße bis große Echsen die Kopf-Rumpf-Längen von 16,6 (Callopistes maculatus) bis 32,5 (C. flavipunctatus) erreichen können. Dazu kommt noch der Schwanz, der etwa das 2,3fache der Körperlänge erreicht. Die vorderen Zähne auf der Maxillare (Oberkiefer) und die Unterkieferzähne sind seitlich abgeflacht, einspitzig und nach hinten gebogen. Die Zähne im hinteren Kiefer sind dreispitzig. Die Pupillen sind rund.
Im Unterschied zur ausgestorbenen Schienenechsen-Unterfamilie Chamopsiinae, sind bei Callopistes Stirnbein und Scheitelbein verschieden und flach (nicht konkav), im Unterschied zu allen anderen rezenten Schienenechsen hat Callopistes keine Femoral- und Abdominalporen und eine senkrechte Hautfalte vor den Ohröffnungen. Außerdem unterscheidet sich die Gattung hinsichtlich ihrer Kopfbeschuppung von allen anderen Schienenechsen.

## Systematik
Callopistes wurde ursprünglich der Unterfamilie Tupinambinae zugeordnet. Phylogenetische Analysen der mitochondrialen DNA und morphologische Untersuchungen zeigen jedoch das Callopistes eine sehr alte Linie, die sich eventuell schon im Paläozän von den übrigen Teiidae abgespalten hat, und wahrscheinlich die Schwestergattung aller übrigen rezenten Schienenechsen ist. Für die Gattung wurde deshalb 2012 eine eigene Unterfamilie aufgestellt, die Callopistinae.

## Arten
- Callopistes flavipunctatus (Duméril & Bibron, 1839)
- Callopistes maculatus Gravenhorst, 1838